# الدوري الهولندي الممتاز 1937–38
الدوري الهولندي الممتاز 1937–38 (بالهولندية: Nederlands landskampioenschap voetbal 1937/38)‏ هو الموسم 50 من الدوري الهولندي الممتاز. أشرف على تنظيمه الاتحاد الملكي الهولندي لكرة القدم، وكان عدد الأندية المشاركة فيه 51، وفاز فيه فاينورد.